# Carénage (moto)
Pour les articles homonymes, voir Carénage.
Les carénages d'une moto désignent l'ensemble des pièces qui couvrent la moto, dans un but à la fois esthétique et utilitaire.

## Fonction utilitaire

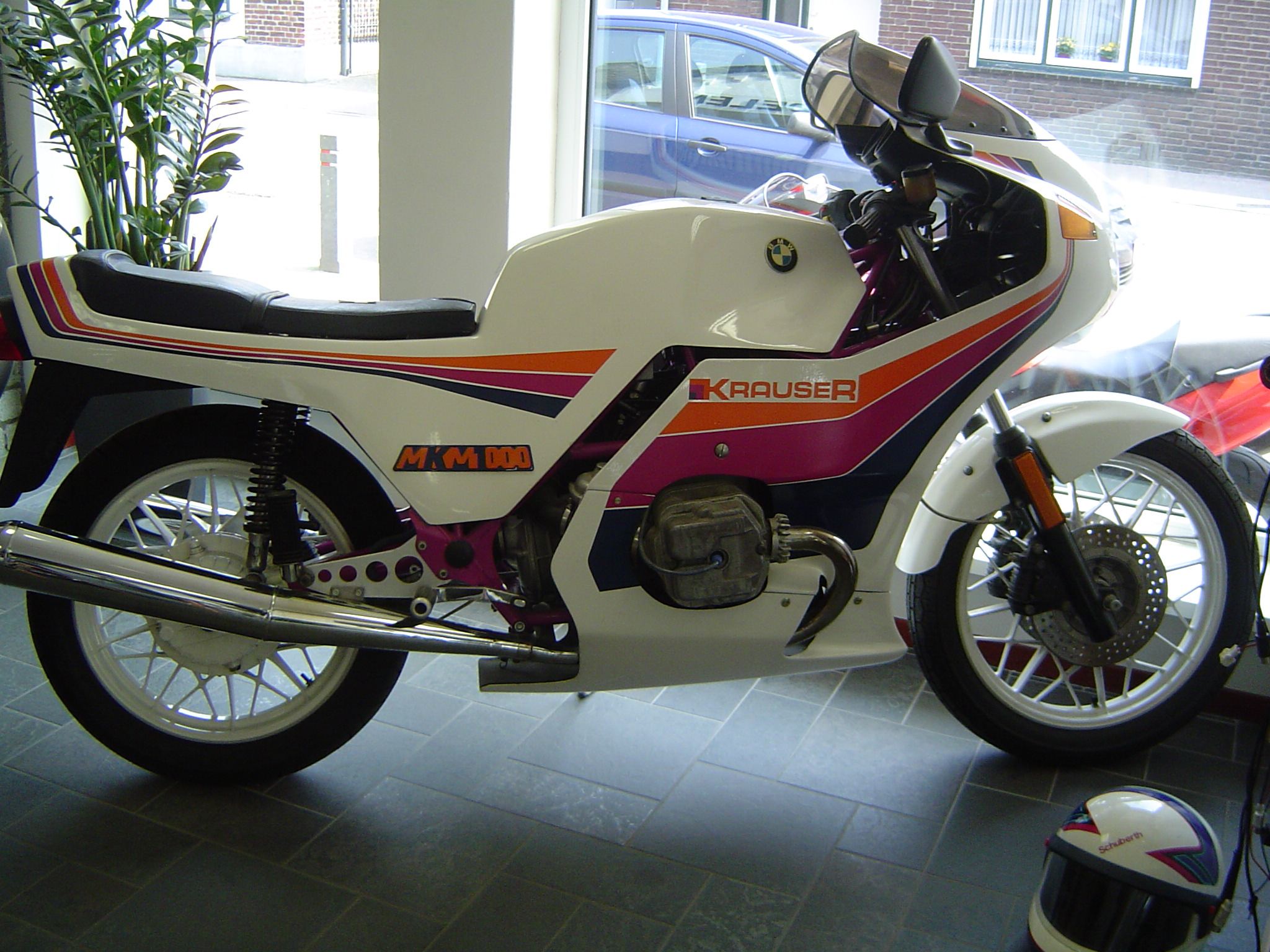
Une BMW Krauser MKM 1000 avec son carénage.

Les carénages peuvent avoir pour objectif :
- de protéger le moteur et le cadre de la pluie et des gravillons ;
- de mettre les connexions électriques à l'abri de la pluie ;
- d'améliorer l'aérodynamisme ;
- de protéger le conducteur de la pression de l'air ;
- de protéger le moteur et le cadre d'une éventuelle chute.

## Fonction esthétique
Les automobiles sont habillées d'une carrosserie qui, outre ses propriétés protectrices et esthétiques, sont inévitables. Au contraire, le motard est de facto exposé à son environnement. Les carénages sont donc des éléments facultatifs qui permettent aux designers de dessiner les formes des motos.
- Les sportives sont très carénées, avec des formes élancées, aérodynamiques et agressives.
- Les routières sont également très carénées, et leur forme offre beaucoup de protection au pilote.
- Les trails laissent généralement apparent le moteur, le rendant plus accessible.
- Les Café racers eux en sont presque dépourvus.
- Les side-cars sont incontournables pour la nacelle passager.

Au-delà de cette idée de famille de moto, chaque constructeur a un code couleurs qui l'identifie, par exemple :
- Kawasaki s'identifie par le vert pomme ;
- KTM emploie très régulièrement un orange vif ;
- Harley-Davidson n'utilise pratiquement que du noir ;
- Ducati peint souvent ses modèles en rouge vif.

Couleur phare des constructeurs
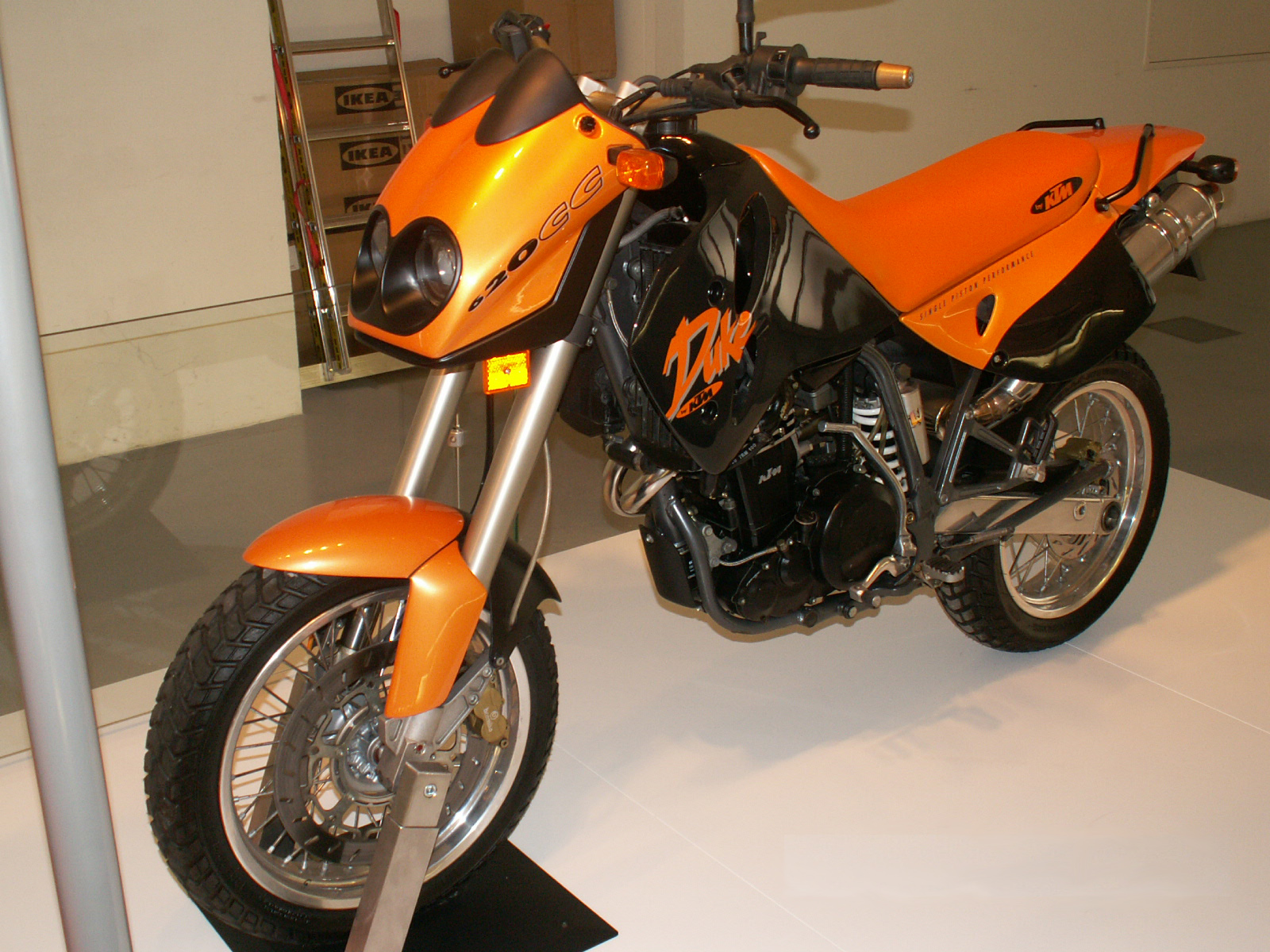
KTM Duke 620.
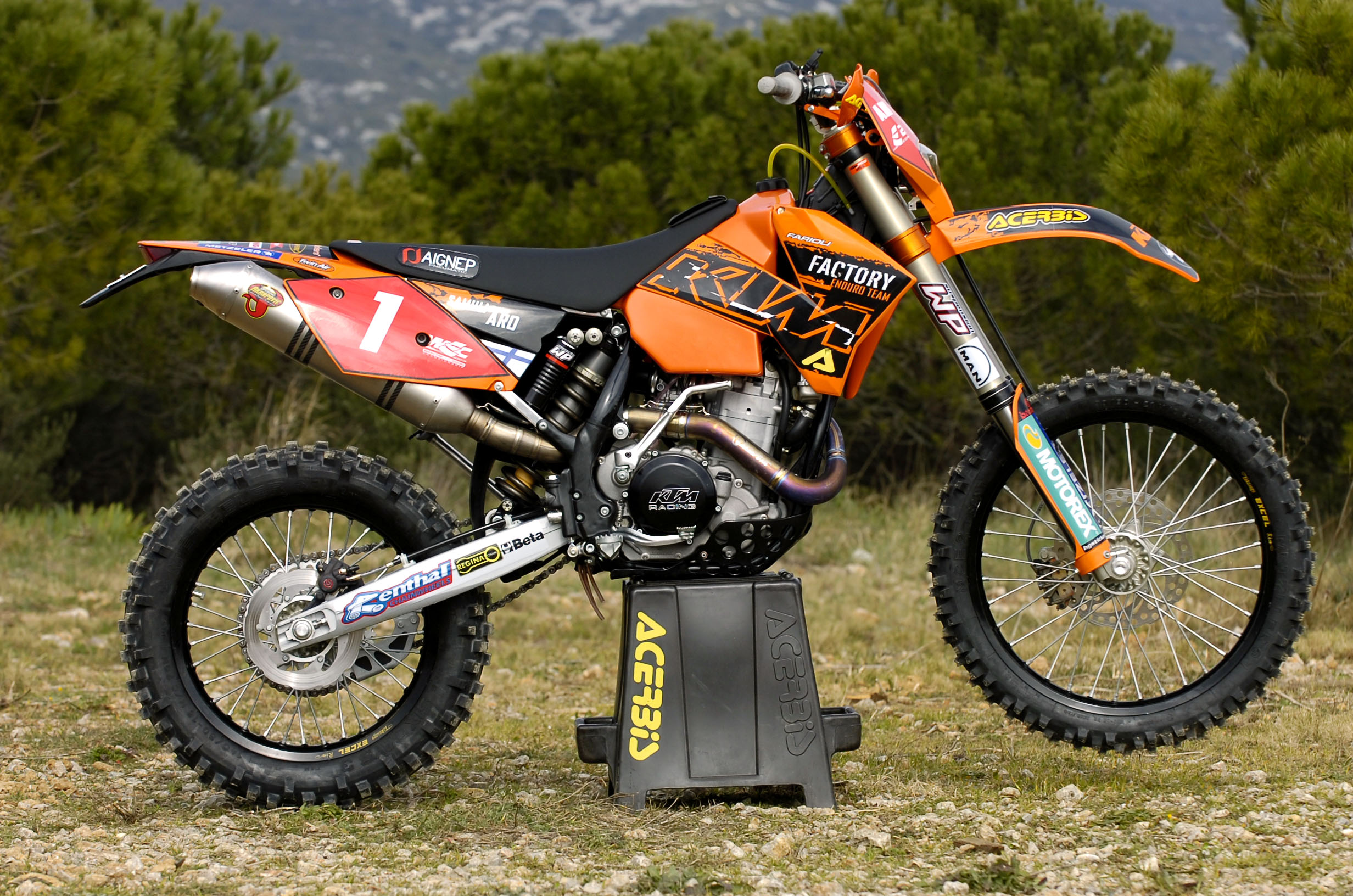
Modèle enduro.
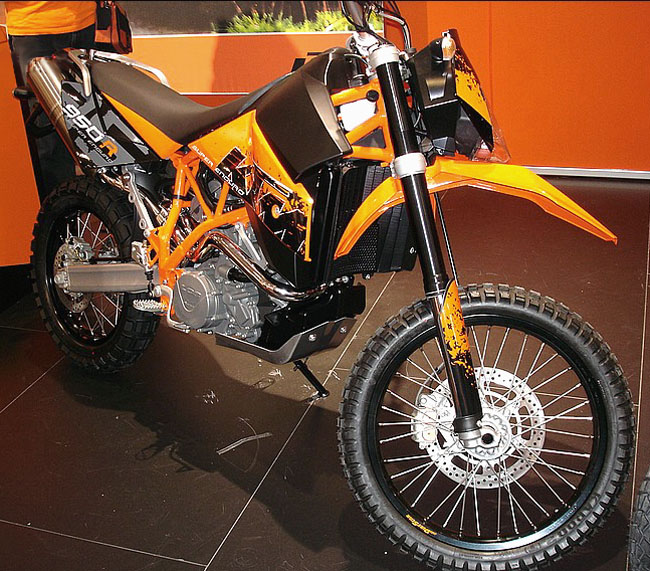
950 SuperEnduro.
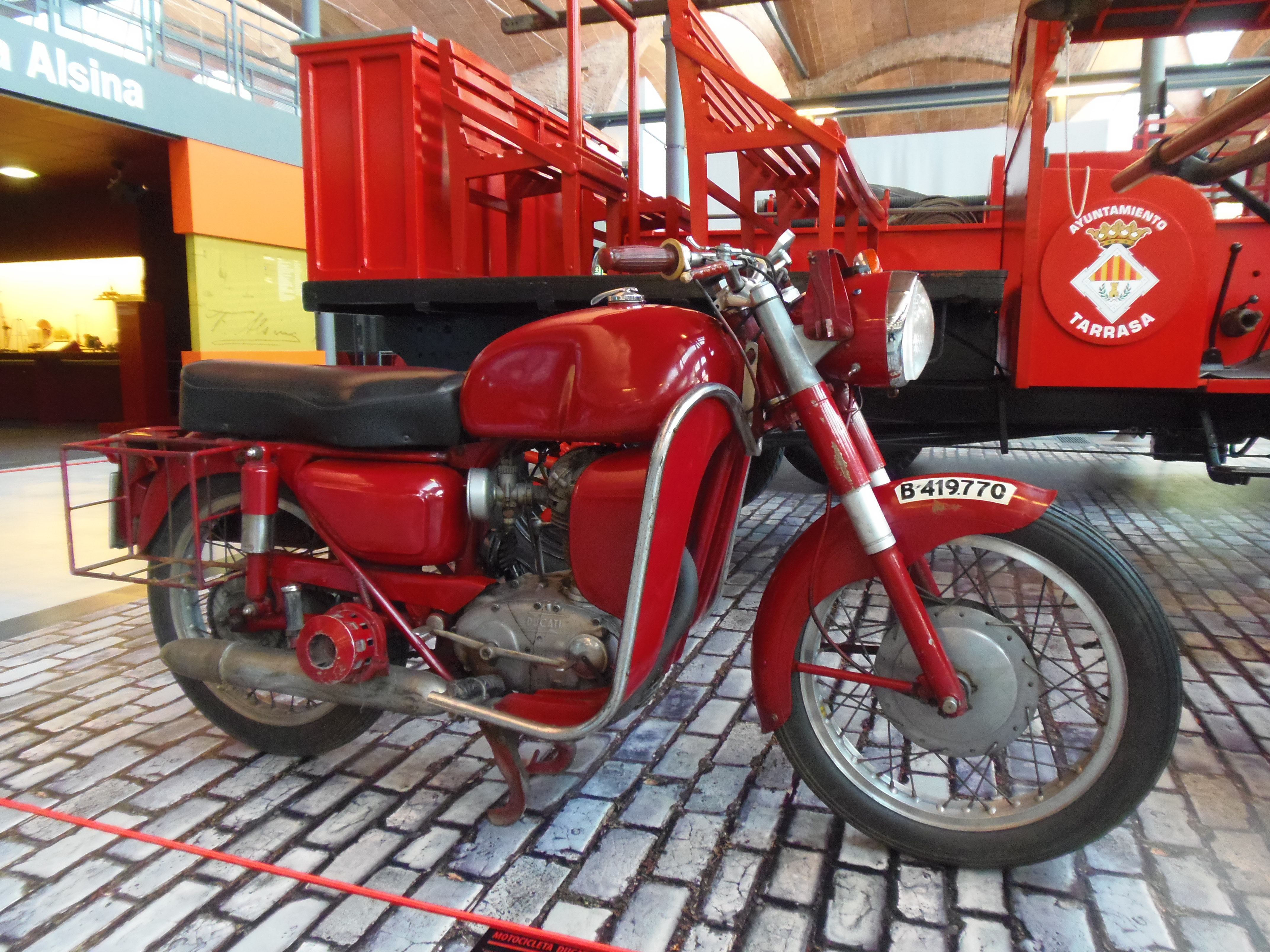
Ducati en 1962.
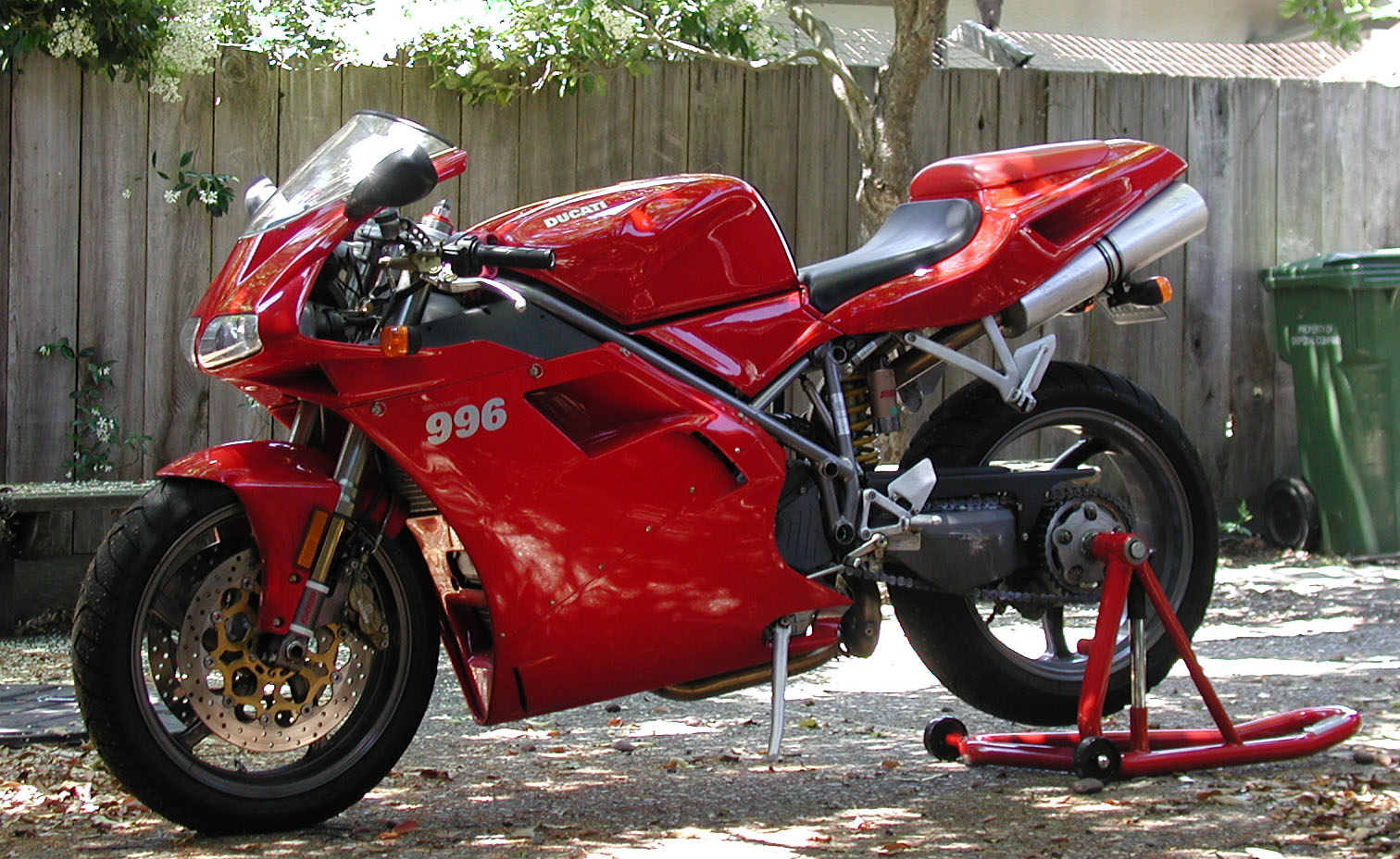
996.
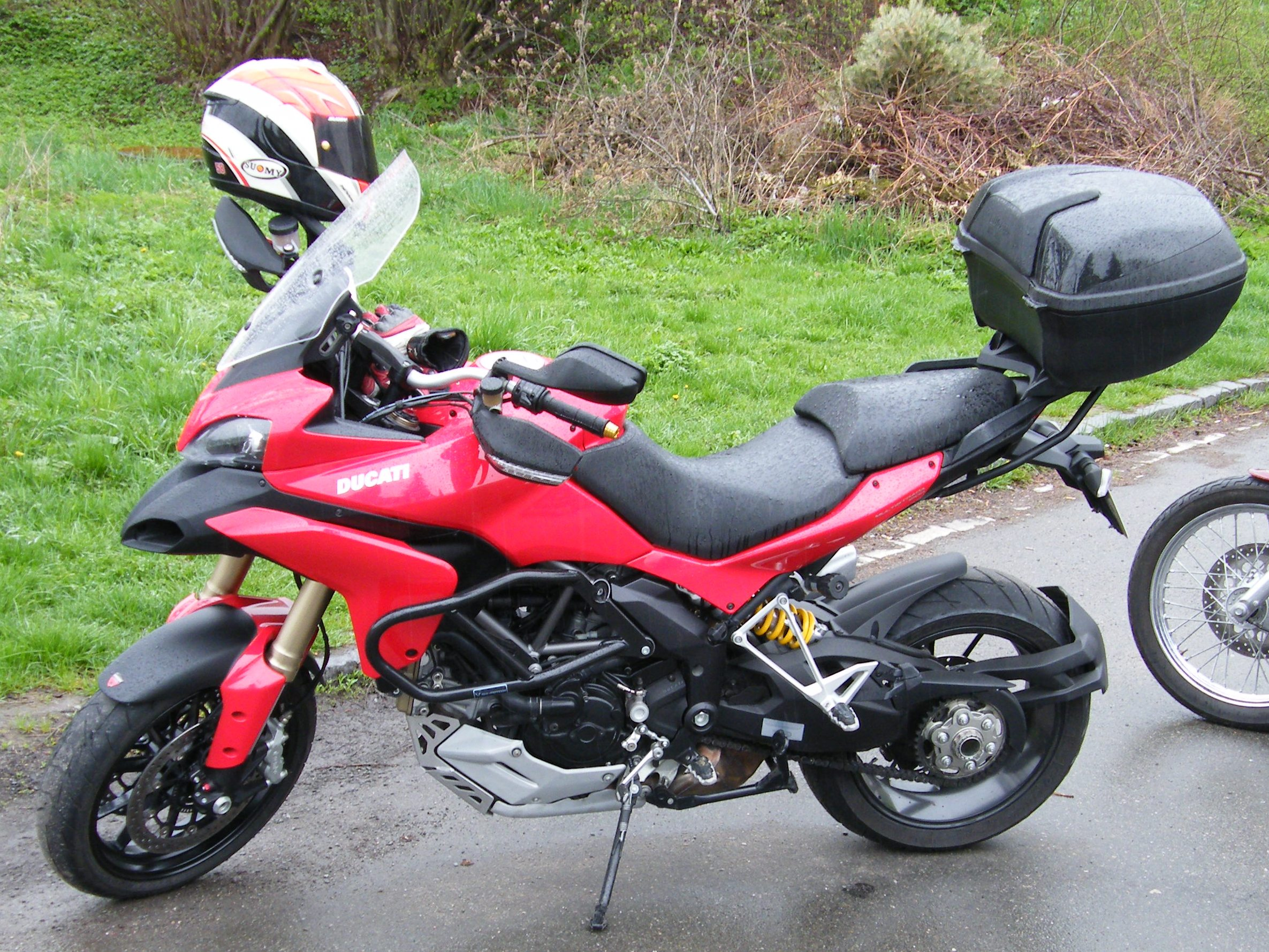
Multistrada.
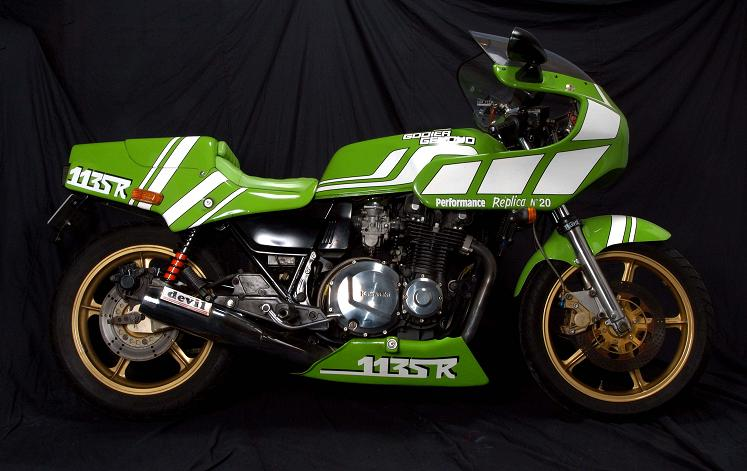
Godier Genoud.
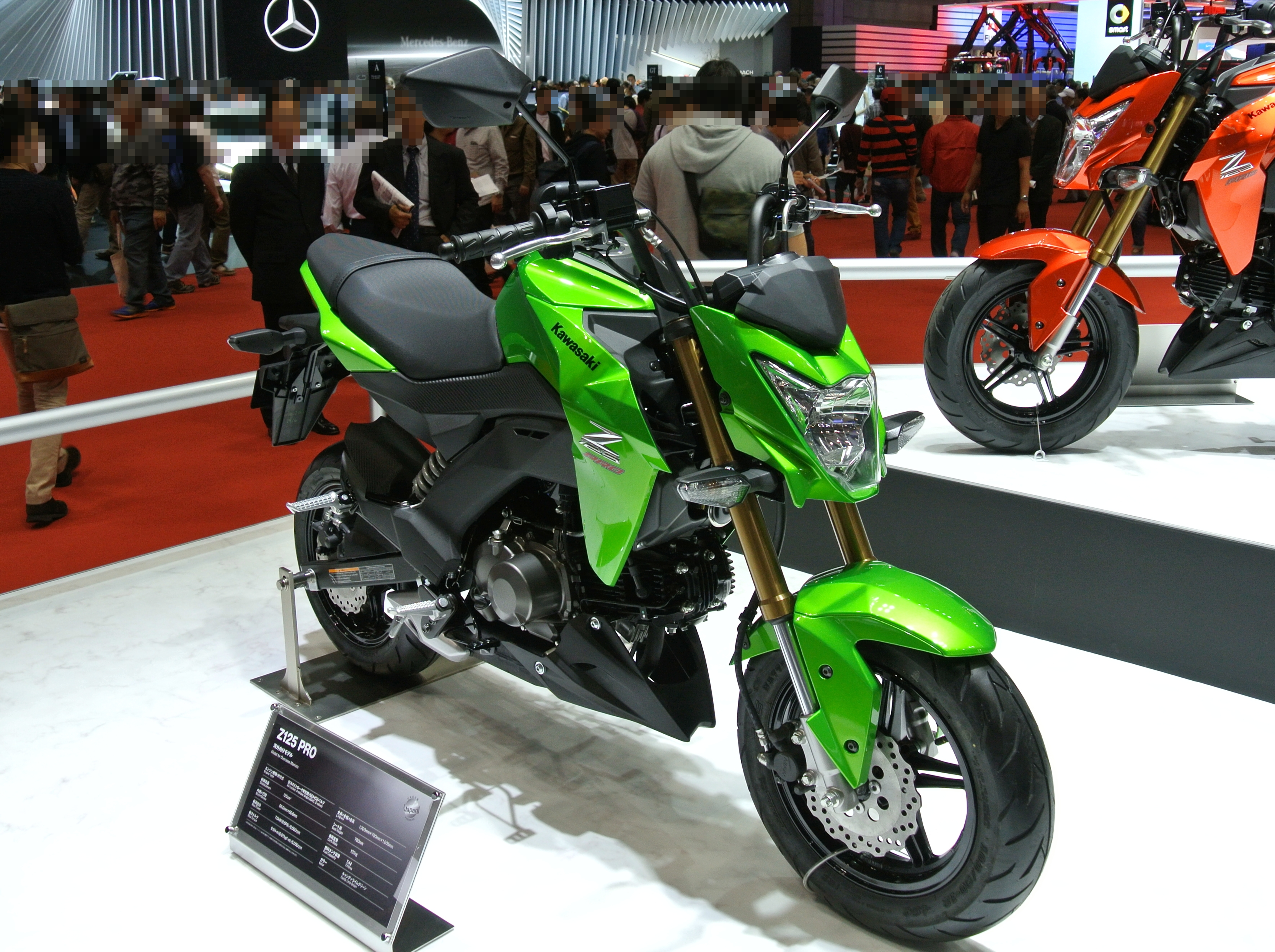
Kawasaki Z125.
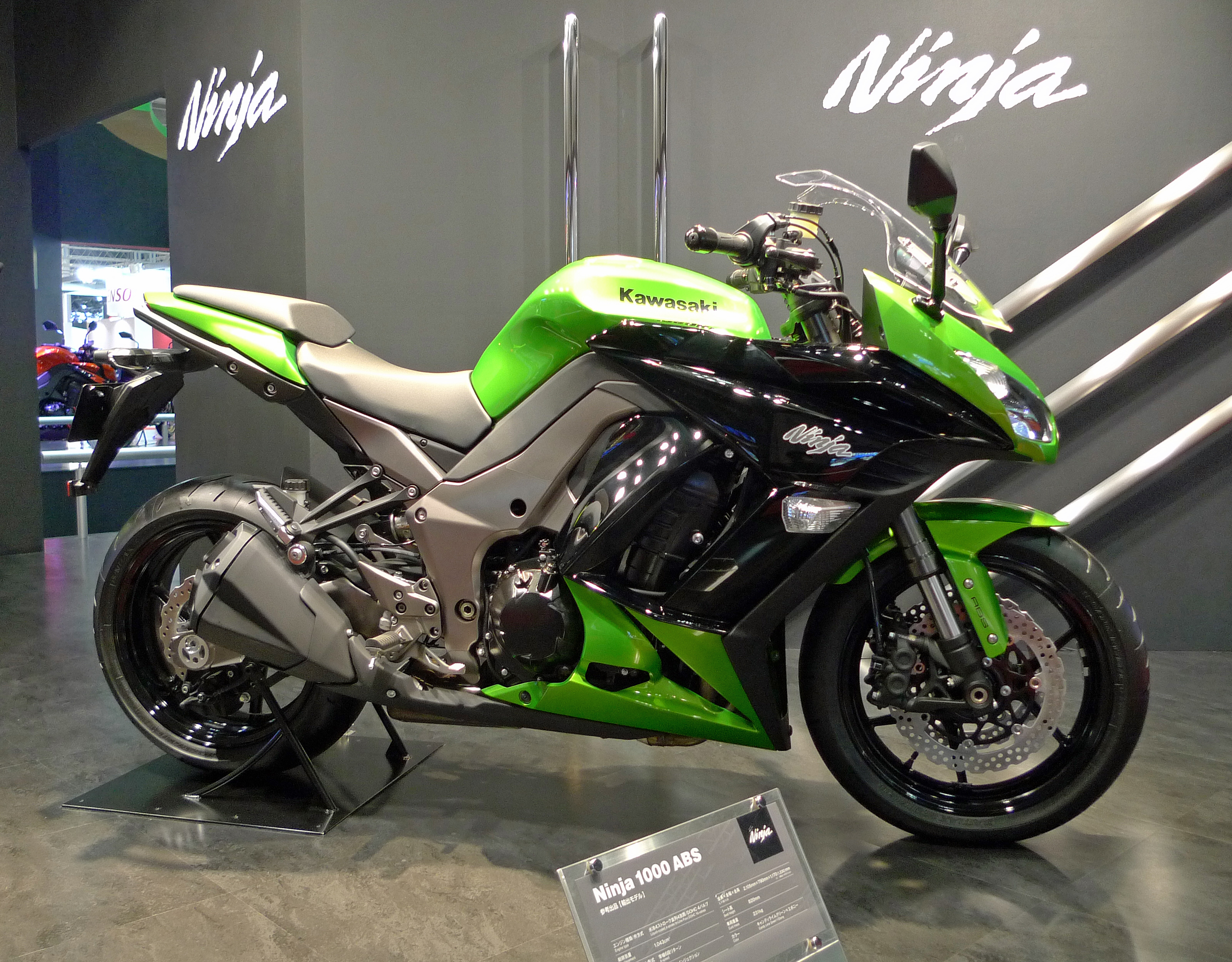
Z1000 de 2013.
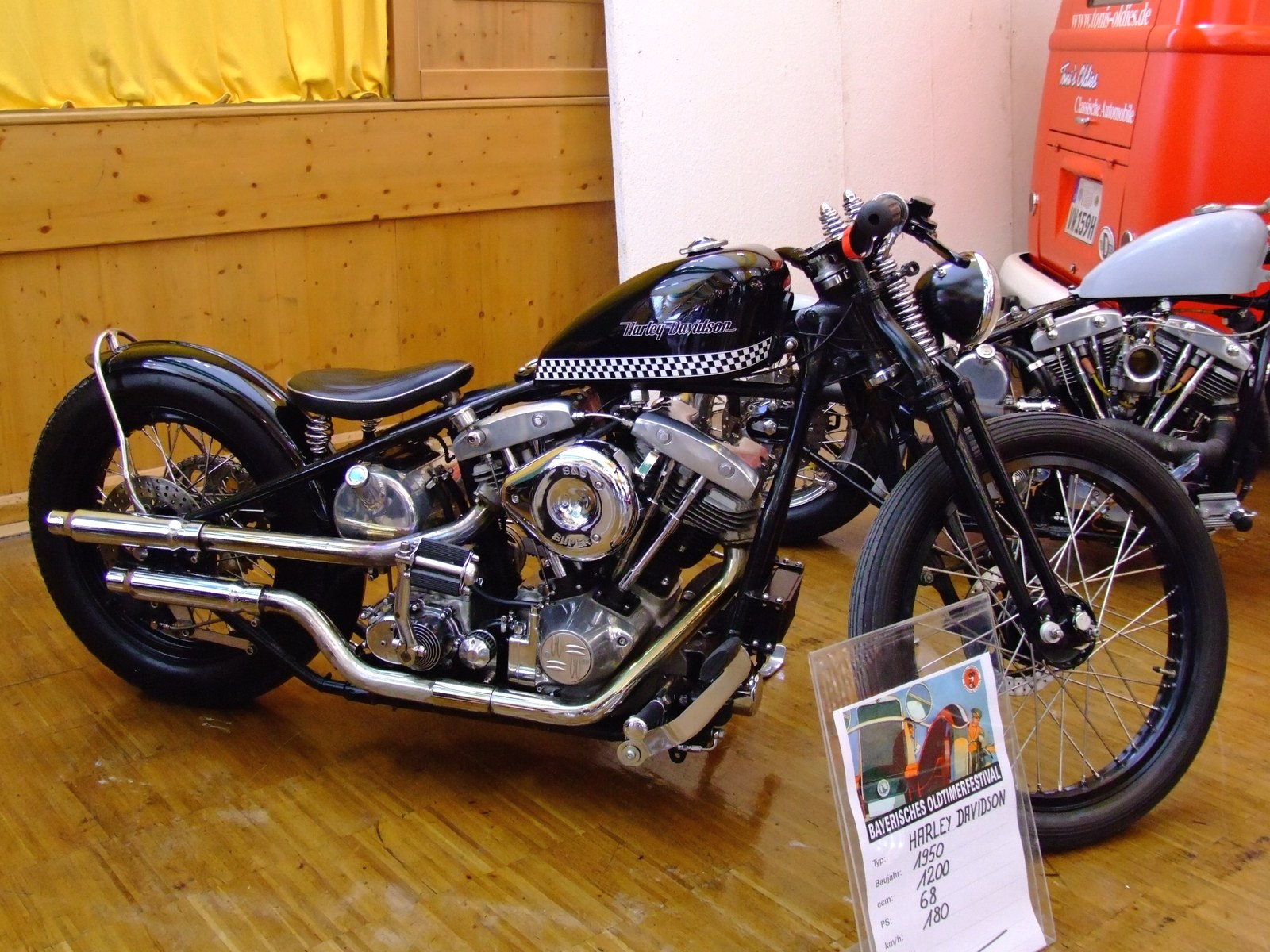
Harley-Davidson noire en 1950.
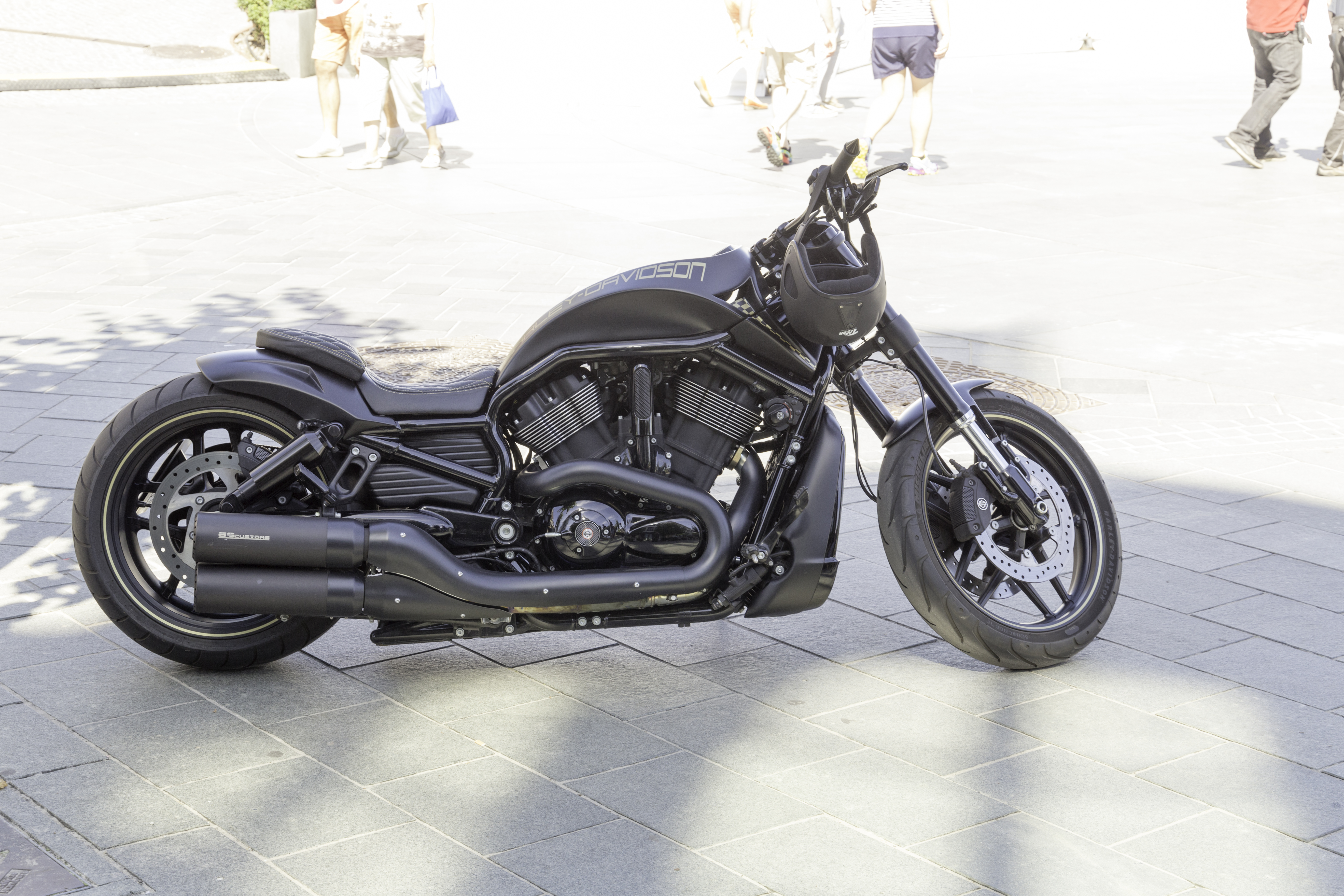
En noir mat.
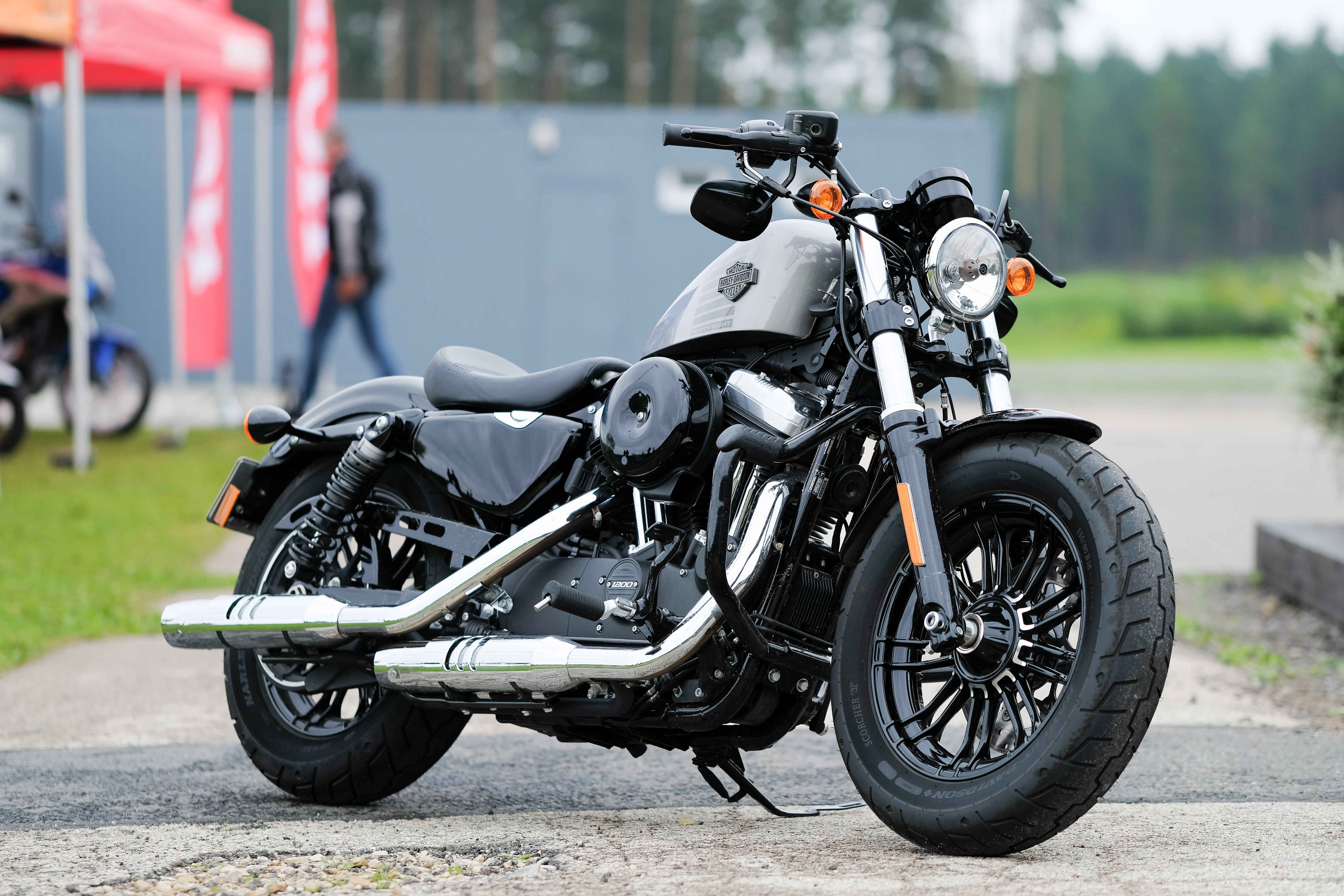
X-T2.

Il existe de nombreux professionnels passionnés opérant de profondes modifications. Il existe même des concours. Généralement, le motard cherche à assortir son look à sa moto.

## Accessoires
Il existe un marché gravitant autour de la personnalisation visuelle des motos, allant des autocollants au carénage de tête de fourche en passant par les protections de réservoirs et autres protections (main, crash-bar…).